# Progress MS-24
Progress MS-24 (ros. Прогресс МC-24), zidentyfikowany przez NASA jako Progress 85P, to lot statku kosmicznego Progress wystrzelonego przez Roskosmos w celu zaopatrzenia Międzynarodowej Stacji Kosmicznej. Jest to 177. lot statku kosmicznego Progress.

## Misja
Rakieta Sojuz-2.1a wystrzeliła statek Progress MS-24 na Międzynarodową Stację Kosmiczną z kosmodromu Bajkonur z kompleksu startowego 31 23 sierpnia 2023 roku. Około 2 dni po starcie Progress MS-24 automatycznie zadokował do modułu Zwiezda, gdzie kontynuował swoją misję wspierając Ekspedycję 70 na pokładzie Międzynarodowej Stacji Kosmicznej.

## Ładunek
Ładowność statku Progress MS-24 wynosi 2500 kilogramów i stanowią one:
- Suchy ładunek: 1 535 kilogramów
- Paliwo: 500 kilogramów
- Azot: 40 kilogramów
- Woda: 420 kilogramów[7]